# جمعية أهل الحديث
جمعية أهل الحديث (بالأردية: جمیعت اہلحدیث یا جمیعت اہل حدیث) هو حزب سياسي ديني في باكستان ينتمي إلى أهل الحديث في جنوب آسيا. تتبع تعاليم سيد نذير حسين وصديق حسن خان. ويصرح أتباع أهل الحديث بأن لديهم نفس عقيدة أهل الحديث المبكرة.
كانت في الأصل جماعة دينية، ثم تحولت إلى حزب سياسي في عام 1986، وتزعمها إحسان إلهي ظهير، بتمويل ودعم سخي من السعودية. عارضت الجمعية تدخل الحكومة في شؤون الشريعة الإسلامية على عكس الجماعات الإسلامية المماثلة. بينما صرح زعيمها ساجد مير في مقابلة نُشرت على موقعها على الإنترنت عام 2010 أن الحزب يسعى إلى مجابهة «الجهود المتعمدة والمنظمة على مستوى الدولة لاستبدال القيم الإسلامية الشريفة في المجتمع بالثقافة الغربية». ويناظر العديد من علماء جمعية أهل الحديث الطوائف الإسلامية المختلفة، فيفندون عقيدة الشيعة والأحمديين وغيرها من الطوائف المنتشرة في باكستان. كذلك انتقد علماؤها الديوبندية «لتبجيليهم الزائد للنبي محمد والذي يُخرجه من طابعه البشري». اغتيل ظهير في عام 1987، ويعتقد أنه اعتيل من قبل الشيعة. واعتبارا من عام 2014 أصبح زعيم الحزب ساجد مير.
والحزب جزء من التحالف الإسلامي مجالس العمل المتحدة الذي حصل على 11.3 في المئة من الأصوات الشعبية في الانتخابات التشريعية عام 2002.